# Union sauvez la Roumanie
L'Union sauvez la Roumanie (en roumain : Uniunea Salvați România, USR) est un parti politique libéral roumain fondé en 2016.

## Historique

Logo jusqu'en 2021

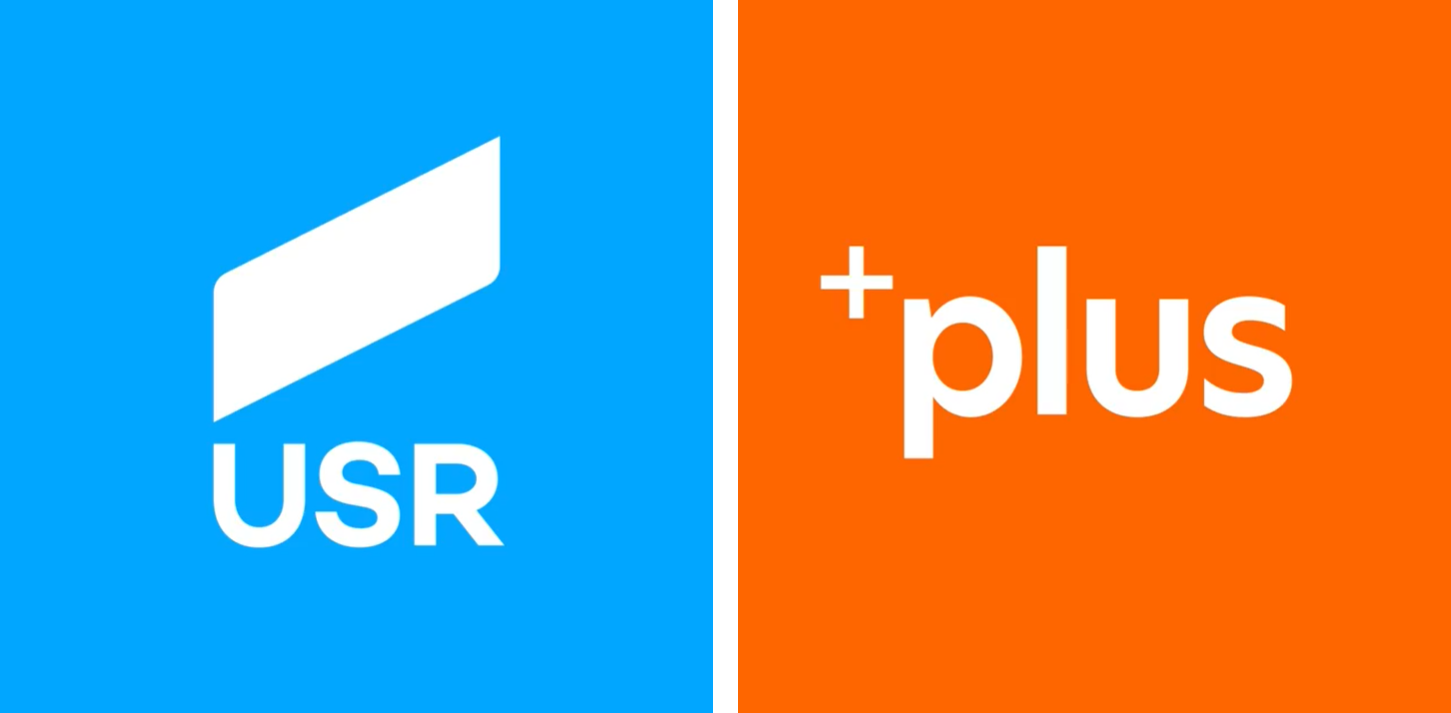
Logo jusqu'en 2022

L'Union sauvez la Roumanie est fondée le 1er juillet 2015.
Après avoir été officiellement enregistré comme parti politique en 2016, il s'unit avec le parti Union sauvez Bucarest (Uniunea Salvați Bucureștiul), qui a participé aux élections locales de 2016, et le parti Union pour Codlea. Avec cette alliance, le parti gagne de nombreux membres.
Le 2 février 2019, l'USR forme avec le Parti de la liberté, de l'unité et de la solidarité (PLUS) l'Alliance 2020 USR-PLUS pour participer aux élections européennes de mai 2019. Les deux partis s'allient également pour l'élection présidentielle roumaine de novembre 2019,.
À l'issue des élections législatives de décembre 2020, l'USR-PLUS conclut un accord de coalition avec le Parti national libéral (PNL) et l'Union démocrate magyare de Roumanie (UDMR). Le gouvernement dirigé par Florin Cîțu, comprenant vingt ministres dont sept pour l'USR-PLUS, entre en fonction le 23 décembre. Anca Paliu Dragu est élue présidente du Sénat.
Le 16 avril 2021, l'USR et PLUS fusionnent complètement pour former l'USR-PLUS.
Le 1er septembre 2021, le ministre de la Justice Stelian Ion est limogé par Florin Cîțu, ce qui entraîne six jours plus tard le départ de l'USR-PLUS de la coalition gouvernementale. Le 1er octobre suivant, Dacian Cioloș est élu président du parti qui reprend la seule dénomination USR.
Le 5 octobre, une motion de censure, déposée par le Parti social-démocrate (PSD), est adoptée au Parlement par 281 voix à l'encontre du gouvernement Cîțu, avec le soutien de l'USR et de l'Alliance pour l'unité des Roumains (AUR).
Lors de l'élection présidentielle de 2024, Elena Lasconi, dirigeante de l'USR, est candidate. Elle parvient initialement au second tour, terminant en deuxième position, derrière Călin Georgescu, avec une très faible avance sur le candidat du PSD Marcel Ciolacu. Le Monde décrit le second tour à venir comme celui qui « devait opposer deux figures antisystème aux visions géopolitiques diamétralement opposées : l’une tournée vers l’Ouest, l’autre vers l’Est ». Cependant, le premier tour est annulé par la Cour constitutionnelle roumaine en raison d'accusations d'ingérence russe.

## Idéologie
Dan Barna, président de l'USR, classe le parti au centre droit. Cependant, le profil des membres de l'USR est très diversifié et réunit des néolibéraux, des écologistes, des libéraux de gauche, des sociaux-démocrates, des chrétiens-démocrates, des membres d'ONG et des défenseurs des droits des minorités. Dan Barna compare son parti à La République en marche, notant que la différence entre les deux mouvements est que l'USR est principalement composée de personnes n'ayant pas d'expérience en politique.

### Lutte contre la corruption
Depuis sa création, l'USR soutient la lutte contre la corruption et le travail de la Direction nationale anticorruption (DNA). Le parti critique l'introduction d'un décret modifiant le Code pénal et facilitant les amnisties et les grâces, notamment en cas d'abus de pouvoir, par la coalition PSD-ALDE et appelle à l'abrogation du décret, qui déclenche d'importants mouvements de protestation en 2017. Les membres de l'USR sont alors présents avec des milliers de manifestants.

### Intégration dans l'Union européenne de la Moldavie
Dans son programme, le parti soutient ouvertement le Parti action et solidarité, formation de centre droit de Moldavie, qui prône une ouverture vers l'Union européenne, ainsi que Andrei Năstase, candidat pro-européen à la mairie de Chișinău.

### Divergences sur le mariage homosexuel
Le 1er juin 2017, Nicușor Dan démissionne de son poste de président du parti après la prise de position de celui-ci en faveur du mariage homosexuel, en amont d'un futur référendum sur l'inscription d'une définition strictement hétérosexuelle du mariage dans la constitution. L'USR est alors le seul parti à avoir pris cette position.

### Roșia Montană
Le parti fait figurer la sauvegarde de l'environnement dans ses priorités, et en particulier, de Roșia Montană, dont l'objectif est de la faire figurer au patrimoine de l'UNESCO et ainsi, éviter les exploitations industrielles et commerciales. Dans une interview au journal Ziare en 2018, le sénateur Vlad Alexandrescu fustige la coalition PSD-ALDE-UDMR, la qualifiant de « moment le plus honteux pour la Roumanie depuis qu’elle est membre de l’UNESCO ».

## Élections

### Élections parlementaires
| Année | Chambre des députés | Chambre des députés | Chambre des députés | Sénat     | Sénat | Sénat    | Gouvernement                                                   |
| Année | Voix                | %                   | Mandats             | Voix      | %     | Mandats  | Gouvernement                                                   |
| ----- | ------------------- | ------------------- | ------------------- | --------- | ----- | -------- | -------------------------------------------------------------- |
| 2016  | 625 154             | 8,9                 | 30 / 329            | 629 375   | 8,9   | 13 / 136 | Opposition (2017-2019), soutien sans participation (2019-2020) |
| 2020  | 906 962             | 15,37               | 38 / 330            | 936 862   | 15,86 | 17 / 136 | Cîțu (2020-2021), opposition (2021-2024)                       |
| 2024  | 1 146 357           | 12,40               | 40 / 331            | 1 134 831 | 12,19 | 19 / 136 | Opposition (2024-2025), Bolojan (depuis 2025)                  |

### Élections présidentielles
| Année | Candidat             | 1er tour | 1er tour |
| Année | Candidat             | %        | Rang     |
| ----- | -------------------- | -------- | -------- |
| 2019  | Dan Barna (USR-PLUS) | 15,02    | 3e       |
| 2024  | Elena Lasconi        | 19,18    | 2e       |
| 2025  | Elena Lasconi        | 2,68     | 5e       |

### Élections locales
| Année | Maires    | Voix    | %    | Conseillers locaux | Voix    | %    | Conseillers de județ | Voix    | %    |
| ----- | --------- | ------- | ---- | ------------------ | ------- | ---- | -------------------- | ------- | ---- |
| 2016  | 0 / 3186  | 96 789  | 1,13 | 39 / 40067         | 121 099 | 1,44 | 15 / 1 434           | 143 544 | 1,73 |
| 2020  | 39 / 3176 | 490 362 | 6,58 | 1207 / 39900       | 504 563 | 6,85 | 103 / 1340           | 478,659 | 6,65 |
| 2024  | 28 / 3180 | 550 850 | 6,28 | 830 / 39900        | 583 042 | 6,70 | 46 / 1338            | 653 476 | 8,29 |

### Élections européennes
| Année | %     | Mandats | Rang | Tête de liste        | Groupe |
| ----- | ----- | ------- | ---- | -------------------- | ------ |
| 2019  | 22,36 | 4 / 33  | 3e   | Dacian Cioloș (PLUS) | RE     |
| 2024  | 8,71  | 2 / 33  | 3e   | Dan Barna (ADU)      | RE     |

## Personnalités

### Présidents
| Nom (naissance–décès)                       | Illustration  | En fonction à partir du | Jusqu'au         | Durée du mandat           |
| ------------------------------------------- | ------------- | ----------------------- | ---------------- | ------------------------- |
| Nicușor Dan (1969–)                         | Nicușor Dan   | 27 novembre 2015        | 1er juin 2017    | 1 an, 6 mois et 5 jours   |
| Elek Levente (1971–) Président par intérim  |               | 1er juin 2017           | 28 octobre 2017  | 4 mois et 27 jours        |
| Dan Barna (1975–)                           | Dan Barna     | 28 octobre 2017         | 1er octobre 2021 | 3 ans, 11 mois et 3 jours |
| Dacian Cioloș (1969–)                       | Dacian Cioloș | 1er octobre 2021        | 7 février 2022   | 4 mois et 6 jours         |
| Cătălin Drulă (1981–)                       | Cătălin Drulă | 7 février 2022          | 10 juin 2024     | 2 ans, 4 mois et 3 jours  |
| Dominic Fritz (1983–) Président par intérim | Dominic Fritz | 10 juin 2024            | 26 juin 2024     | 16 jours                  |
| Elena Lasconi (1972–)                       | Elena Lasconi | 26 juin 2024            | 5 mai 2025       | 10 mois et 9 jours        |
| Dominic Fritz (1983–)                       | Dominic Fritz | 5 mai 2025              | en fonction      | 1 mois et 19 jours        |